# 阿道夫·若雷吉
阿道夫·若雷吉（法語：Adolphe Jauréguy，1898年2月18日—1977年9月4日），法国男子橄榄球运动员。他曾代表法国参加1924年夏季奥林匹克运动会橄榄球比赛，获得一枚银牌。